# Adrian Tomine
Adrian Tomine ( /toʊˈmiːnə/ ;  Sacramento, 31 de maio de 1974) é um cartunista americano. É  conhecido por sua série de histórias em quadrinhos Optic Nerve e suas ilustrações para a revista The New Yorker. 

## Primeiros anos
Adrian Tomine nasceu em 31 de maio de 1974, em Sacramento, Califórnia. Seu pai é o Dr. Chris Tomine, Ph.D. e professor emérito de engenharia ambiental no Departamento de Engenharia Civil da Universidade Estadual da Califórnia. Sua mãe é a Dra. Satsuki Ina, Ph.D. e professora emérita na Escola de Educação da Universidade Estadual da Califórnia. Sua avó era Shizuko Ina, que foi retratada no ensaio fotográfico de Dorothea Lange sobre o internamento de nipo-americanos durante a Segunda Guerra Mundial. Ele também tem um irmão, Dylan, oito anos mais velho.
Tomine é nipo-americano de quarta geração. Ambos os pais, apesar de serem americanos de terceira geração, passaram parte de suas infâncias encarcerados em campos de internação nipo-americanos durante a Segunda Guerra Mundial.
Os pais de Tomine se divorciaram quando tinha dois anos de idade, depois disso ele se mudou com frequência, acompanhando sua mãe para Fresno, na Califórnia, depois para o Oregon, Alemanha e Bélgica, enquanto passava os verões com seu pai em Sacramento.
Quando criança, Tomine gostava de ler histórias em quadrinhos do Homem-Aranha,  e se inspirou a experimentar desenhar e criar suas próprias histórias. Em uma entrevista, ele disse: "Algo no meio dos quadrinhos simplesmente me cativou quando era jovem". 
No ensino médio, começou a escrever, desenhar e autopublicar Optic Nerve, que continuou produzindo como uma série regular de histórias em quadrinhos para a Drawn & Quarterly . Tomine continuou a produzir a série enquanto estudava inglês na graduação na UC Berkeley .  

## Carreira
Tomine começou a autopublicar seu trabalho quando era adolescente, mas também figurou em publicações importantes como a revista Pulse! enquanto ainda estava no ensino médio.
Numa entrevista publicada no The Comics Journal #205, Tomine abordou as críticas ao seu trabalho e discutiu suas influências; a capa da revista apresentava uma espécie de autoparódia, uma sequência em que uma garota hipster diz ao leitor: "Sou tão fofa! Adoro café e indie rock ! Mas... estou triste. Você se identifica?"
Tomine cita Jaime Hernandez ( Love and Rockets) e Daniel Clowes (Ghost World) como duas de suas maiores influências. Também é fã de seu contemporâneo Chris Ware.

### Optic Nerve
Optic Nerve é a série de histórias em quadrinhos de Tomine, que foi originalmente autopublicada em formato de minicomic e distribuída para lojas de histórias em quadrinhos locais em sua área. Tomine publicou sete edições de Optic Nerve; a maioria das histórias foi posteriormente compilada numa única edição, 32 Stories: The Complete Optic Nerve Mini-Comics, publicada pela Drawn & Quarterly .
Depois que a Drawn & Quarterly se tornou a editora de Tomine, a Optic Nerve foi publicada no tamanho padrão de história em quadrinhos, e a numeração das edições foi reiniciada, com a primeira edição publicada pela Drawn & Quarterly renumerada como nº 1. Esses quadrinhos variam de algumas páginas por história até o padrão de 32 páginas em edições posteriores.
As edições #1 a #4 incluíam várias histórias cada e foram posteriormente reunidas em Sleepwalk and Other Stories . As edições #5 a #8 incluíam uma história cada e foram coletadas em Summer Blonde.
As edições 9 a 11 foram compiladas na história em quadrinhos Shortcomings de 2007, aclamada pela crítica, um arco de história completo no qual Tomine explorou diretamente as questões raciais asiático-americanas.   O romance foi posteriormente adaptado  como um filme homônimo em 2023, dirigido e produzido por Randall Park, a partir de um roteiro escrito por Tomine. 

## Obras
- 1998 – 32 Stories: The Complete Optic Nerve Mini-Comics (ISBN 1-896597-00-9)

- 1998 – Sleepwalk and Other Stories (ISBN 1-896597-12-2)

- 2002 – Summer Blonde (ISBN 1-896597-57-2)

- 2004 – Scrapbook: Uncollected Work 1990–2004 (ISBN 1-896597-77-7)

- 2005 – New York Sketches 2004 (ISBN 0-9766848-2-9)

- 2007 – Shortcomings (ISBN 978-1-897299-16-6)

- 2011 – Scenes From an Impending Marriage (ISBN 978-1770460348)

- 2012 – New York Drawings (ISBN 978-1770460874)[

- 2015 – Killing and Dying (ISBN 978-1770462090)

- 2020 – The Loneliness of the Long-Distance Cartoonist (ISBN 978-1770463950)